# Mantsjoerijse woudaap
De Mantsjoerijse woudaap (Botaurus eurhythmus, synoniem: Ixobrychus eurhythmus) is een vogel uit de familie Ardeidae (reigers en roerdompen).

## Verspreiding en leefgebied
Deze soort komt voor in het Russische Verre Oosten, Korea, Japan en oostelijk China.

## Status
De grootte van de populatie is in 2006 geschat op 1000-17.000 vogels. Op de Rode lijst van de IUCN heeft deze soort de status niet bedreigd.